# Microcreagrina hispanica
Microcreagrina hispanica es una especie de arácnido del orden Pseudoscorpionida de la familia Syarinidae.

## Distribución geográfica
Se encuentra en Argelia, Líbano, Portugal y  España.